# Плавниковый (остров)
Плавнико́вый — остров архипелага Северная Земля. Административно относится к Таймырскому Долгано-Ненецкому району Красноярского края.
Расположен в Карском море в западной части архипелага на расстоянии нескольких сотен метров от восточного окончания острова Самойловича в 38 километрах к западу от острова Октябрьской Революции.
Имеет овальную форму длиной не более 350 метров. Свободен ото льда. Наивысшая точка острова — 14 метров. Берега ровные, пологие.

## Топографические карты
- Лист карты T-46-VII,VIII,IX о. Самойловича. Масштаб: 1 : 200 000. Состояние местности на 1988 год. Издание 1993 г.